# Giulio Monteverde
Giulio Monteverde né à Bistagno le 8 octobre 1837 et mort le 3 octobre 1917 à Rome est un sculpteur italien. Il fut également Sénateur de la XVIe législature du royaume d'Italie.

## Biographie
Giulio Monteverde est né à Bistagno le 8 octobre 1837, de Vittorio, ouvrier, et de Teresa Rondanino.
Après son apprentissage à Acqui Terme et  Casale Monferrato, puis à Gênes comme ébéniste et graveur, il suit les cours de sculpture de l'Accademia ligustica di belle arti à Gênes.
En 1865, il remporte un concours qui lui permet de s'installer à Rome : son séjour dans la capitale lui permet de mieux comprendre les tendances de la sculpture contemporaine qui se libèrent des résidus classiques. Il étudie aussi avec intérêt le réalisme synthétique des œuvres de Vincenzo Vela. En témoignent ses œuvres les plus célèbres : Colombo giovinetto (Jeune Christophe Colomb) de 1870 et Jenner inoculant son petit fils avec le vaccin antivariolique en 1873 (présenté à l'Exposition internationale de Vienne,, la même année, il remporta la médaille d'or ; la version en marbre est exposée à la Galerie d'art moderne  de Gênes), qui lui valut une renommée internationale et un énorme succès suivi d'innombrables commandes pour des monuments publics représentant des hommes d'importance pour l'Italie.
Il a réalisé des sculptures festives, comme le monument équestre à Victor-Emmanuel II à Bologne (1880) ou celui dédié à Vincenzo Bellini à Catane (1883) ; il a traité le thème social du travail avec  le Forgeron (1875) et  le Tisserand (créé en 1878 à la demande d'Alessandro Rossi, industriel de Lanerossi qui, le dédie à ses ouvriers et le place dans la cour de l'usine de Schio).
Dans les années qui suivirent, de nombreuses commandes le chargent de réaliser des monuments funéraires dans les principaux cimetières en Italie et à l'étranger : à Gênes, Turin, Milan, Florence, Rome, Madrid, Buenos Aires ; ces monuments étaient le symbole de la riche classe moyenne qui était en passe de s'établir et aspirait à s'affirmer à travers des monuments grandioses, exécutés par les plus grands sculpteurs de l'époque.
Ainsi, le tombeau du banquier génois Francesco Oneto, caractérisé par la première représentation d'un ange féminin, méditatif et sensuel, orienté vers le symbolisme,  point de rupture dans l'histoire de l'art de la seconde moitié du XIXe siècle, également  celui de Carlo Sada, architecte de Savoie, le monument au général Giacomo Medici et d'autres. Dans le Cimetière monumental de Staglieno à Gênes, musée à ciel ouvert, sont conservées quelques-unes de ses plus belles sculptures.
Il a aussi produit des œuvres à caractère religieux, comme la Vierge à l'Enfant en 1889, dont la traduction en marbre et bronze se trouve dans la paroisse de Bistagno et le Christ de 1886 (la version en marbre est conservée dans la chapelle d'entrée du cimetière de Recoleta (Buenos Aires)).
La version en marbre de l'Idéalisme et le matérialisme, datée de 1908, est exposée dans l'atrium de la Galerie nationale d'Art moderne et contemporain à Rome, le modèle en plâtre dans ses dimensions définitives, est conservé à Bistagno. Ces œuvres se distinguent par un réalisme simple et direct comme le buste dédié à Marco Minghetti et la statue du sénateur Giuseppe Saracco.
C'est Saracco lui-même qui a proposé et obtenu sa nomination comme Sénateur du Royaume en 1889 : Monteverde a été le premier sculpteur à occuper ce poste.
En 1902, dans le bâtiment du Sénat italien au Palais Madame (Rome), est inaugurée la Rotonde Monteverde avec les portraits-bustes des patriotes Leopardi,  Gioberti et Carducci et de Giuseppe Verdi ; la même année  il crée le monument à Alessandro Rossi à Schio. En 1910, il complète le gigantesque groupe allégorique en bronze doré, La Pensée, situé au pied de l'autel de la Patrie à Rome.
Le 3 octobre 1917, Monteverde meurt à Rome,, dans le bâtiment qu'il avait lui-même conçu sur la Place de l'indépendance, siège de son atelier et de sa maison. 

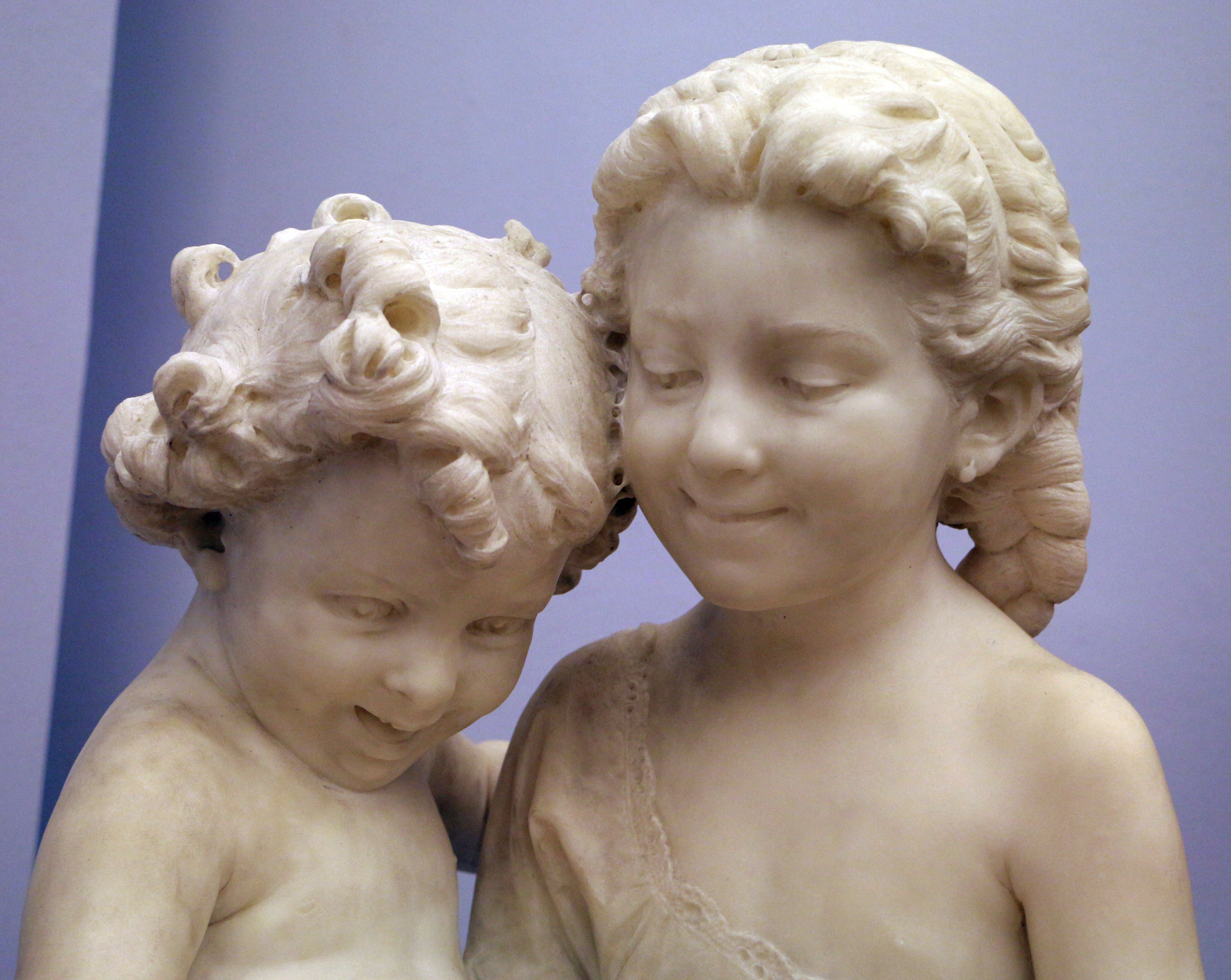
Giulio Monteverde, Premiers jeux, enfants jouant avec un chat, 1874.
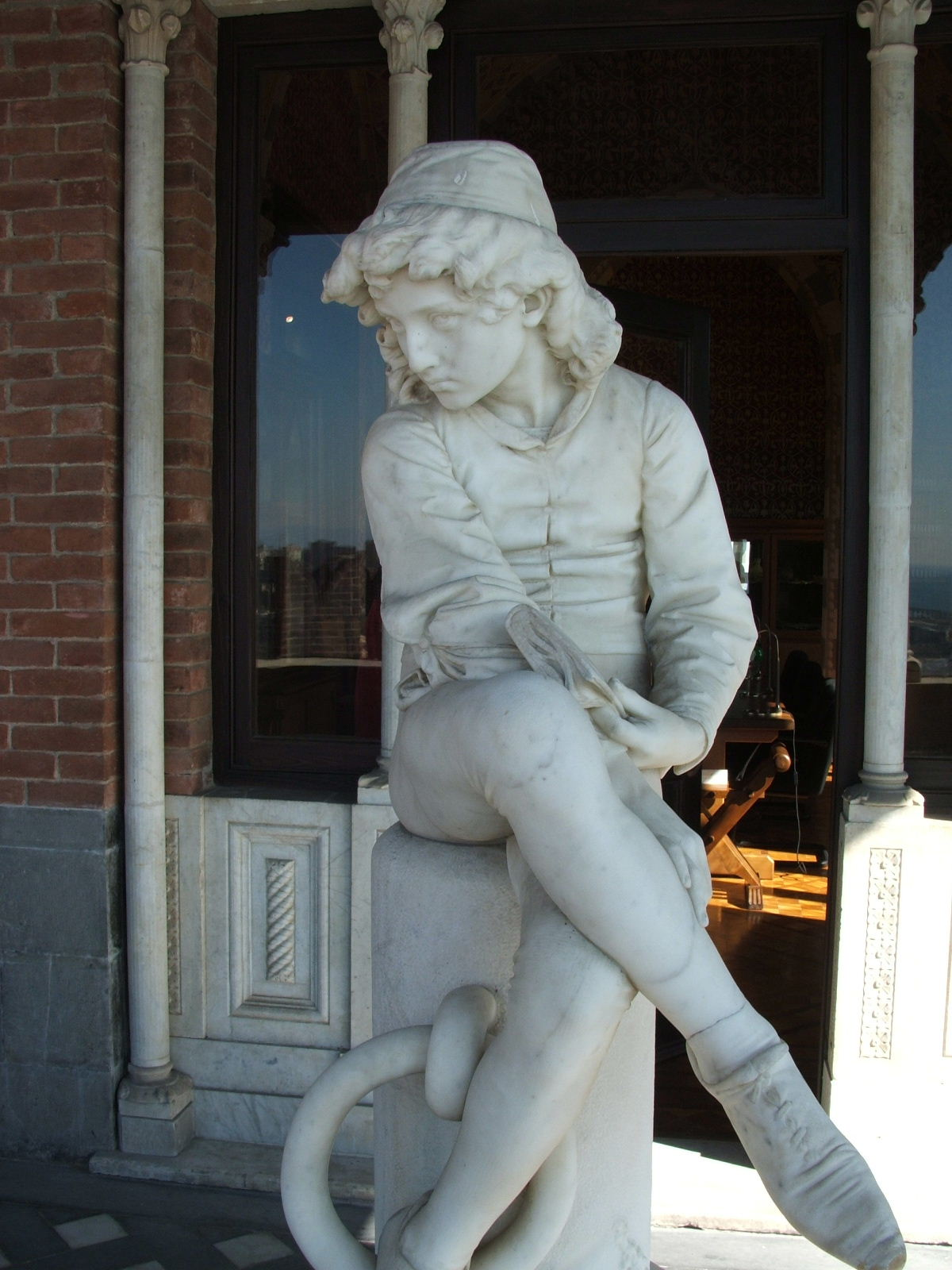
Jeune Christophe Colomb, 1870.
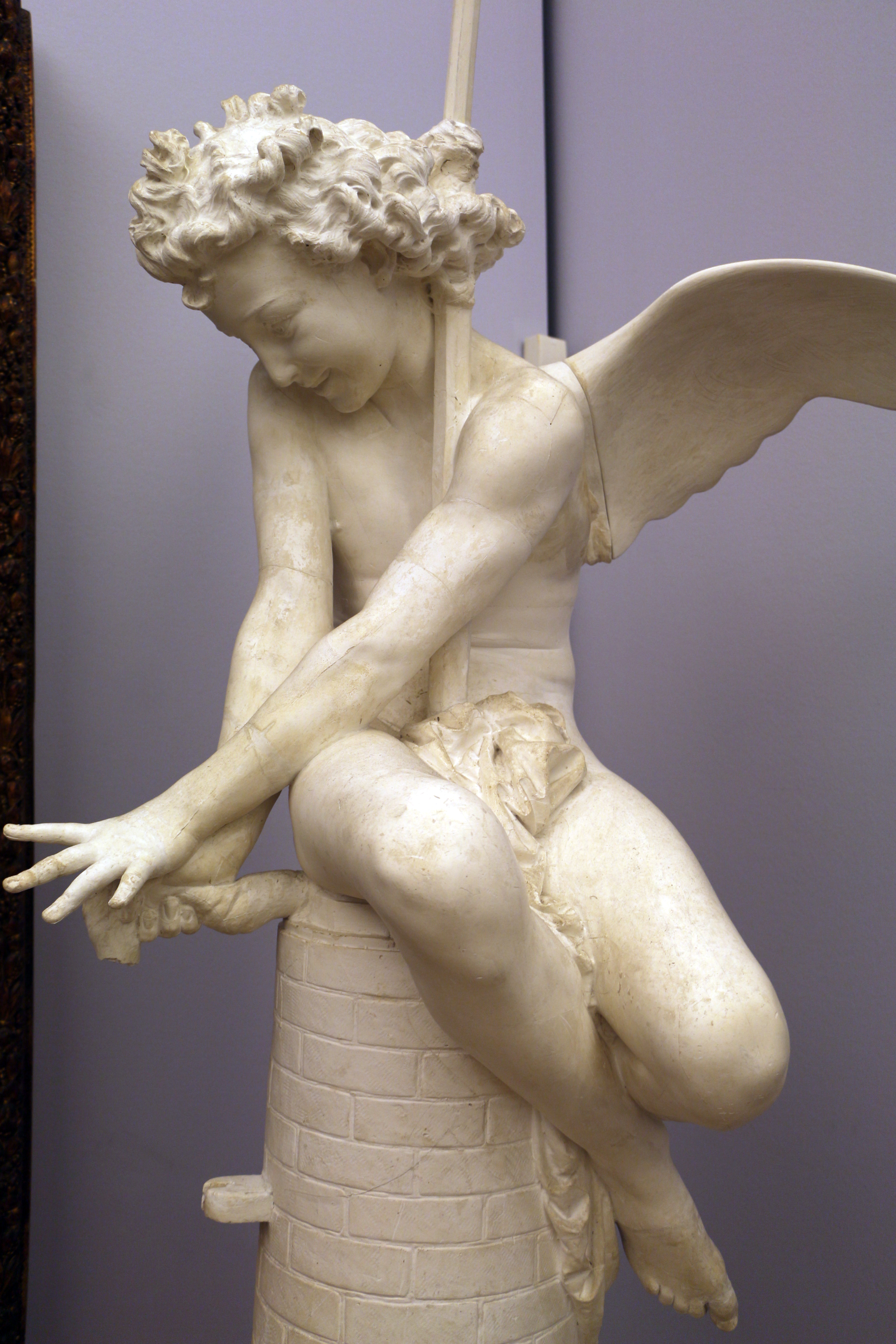
Giulio Monteverde, Le génie de Franklin, 1871, modèle.
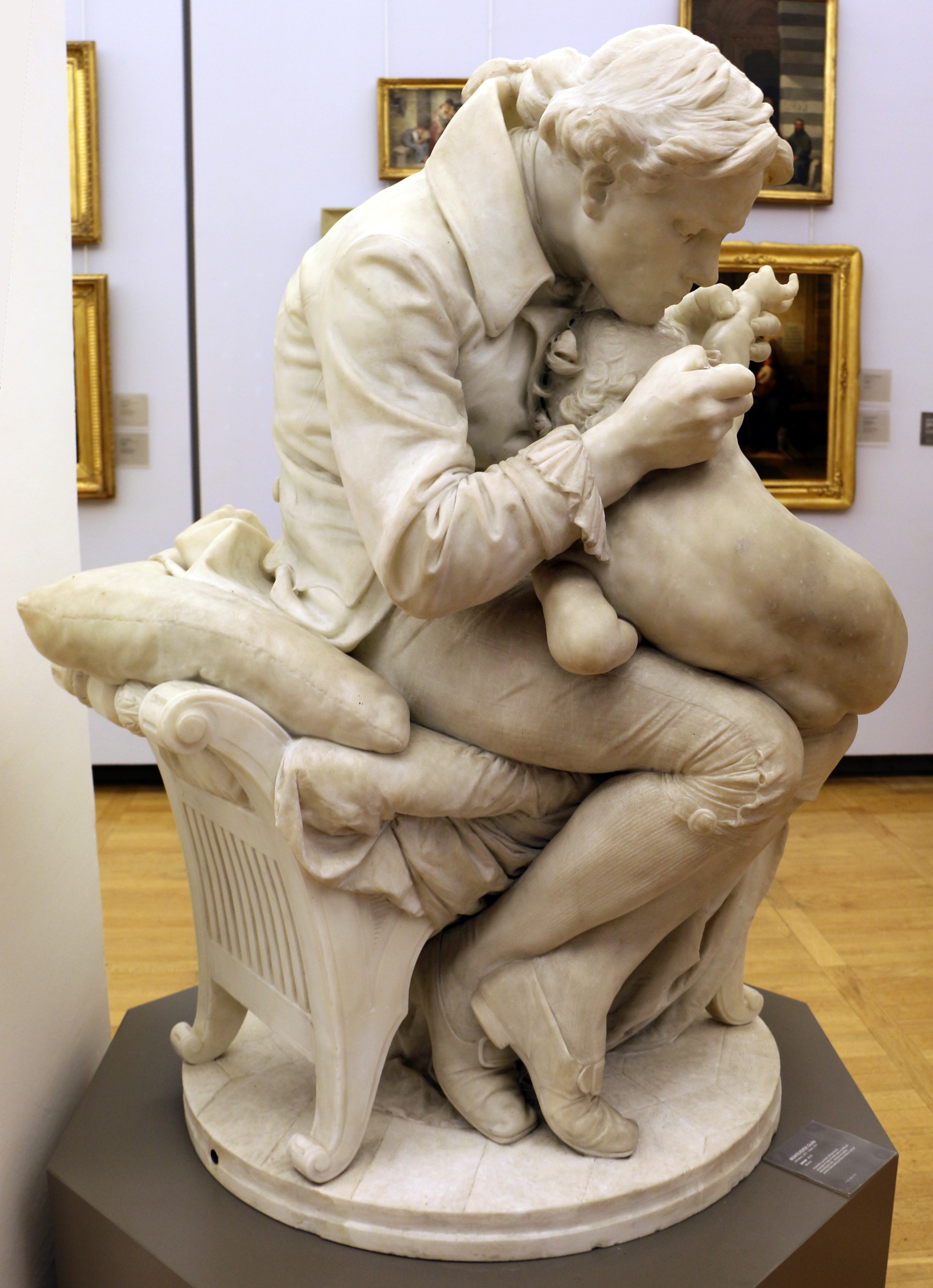
Giulio Monteverde, Jenner, 1878.
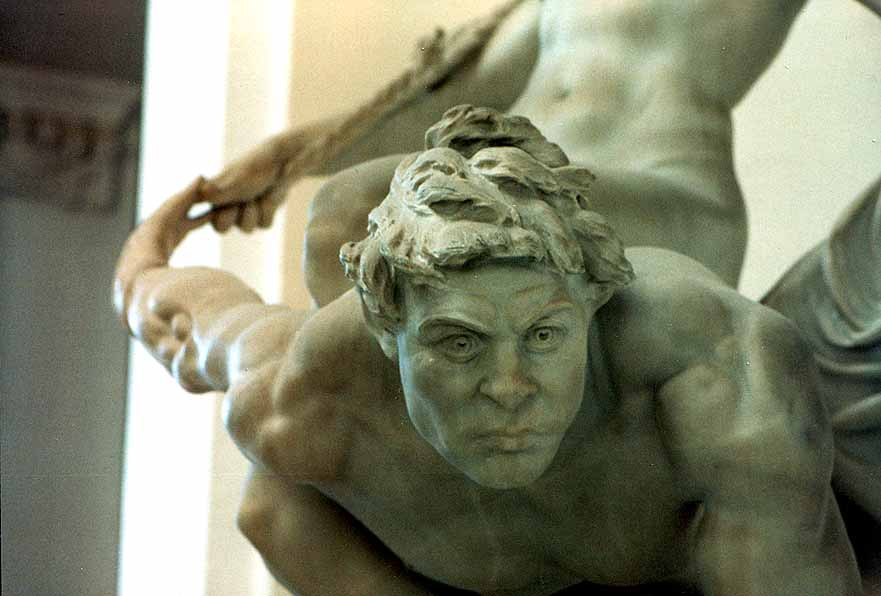
Monteverde, Allégorie de l'Idéalisme et du matérialisme, 1911, (détail).
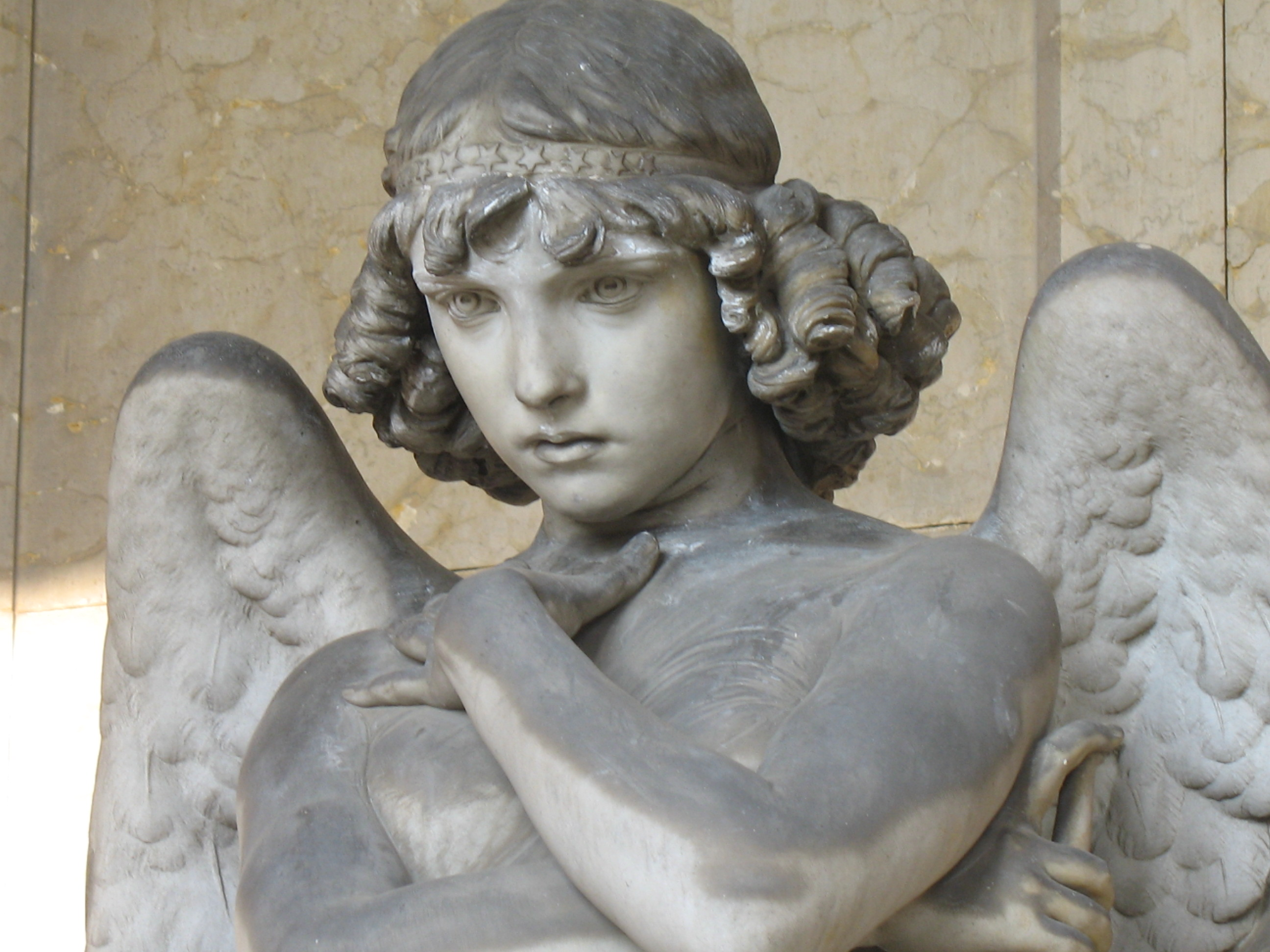
Staglieno - Ange, (détail)
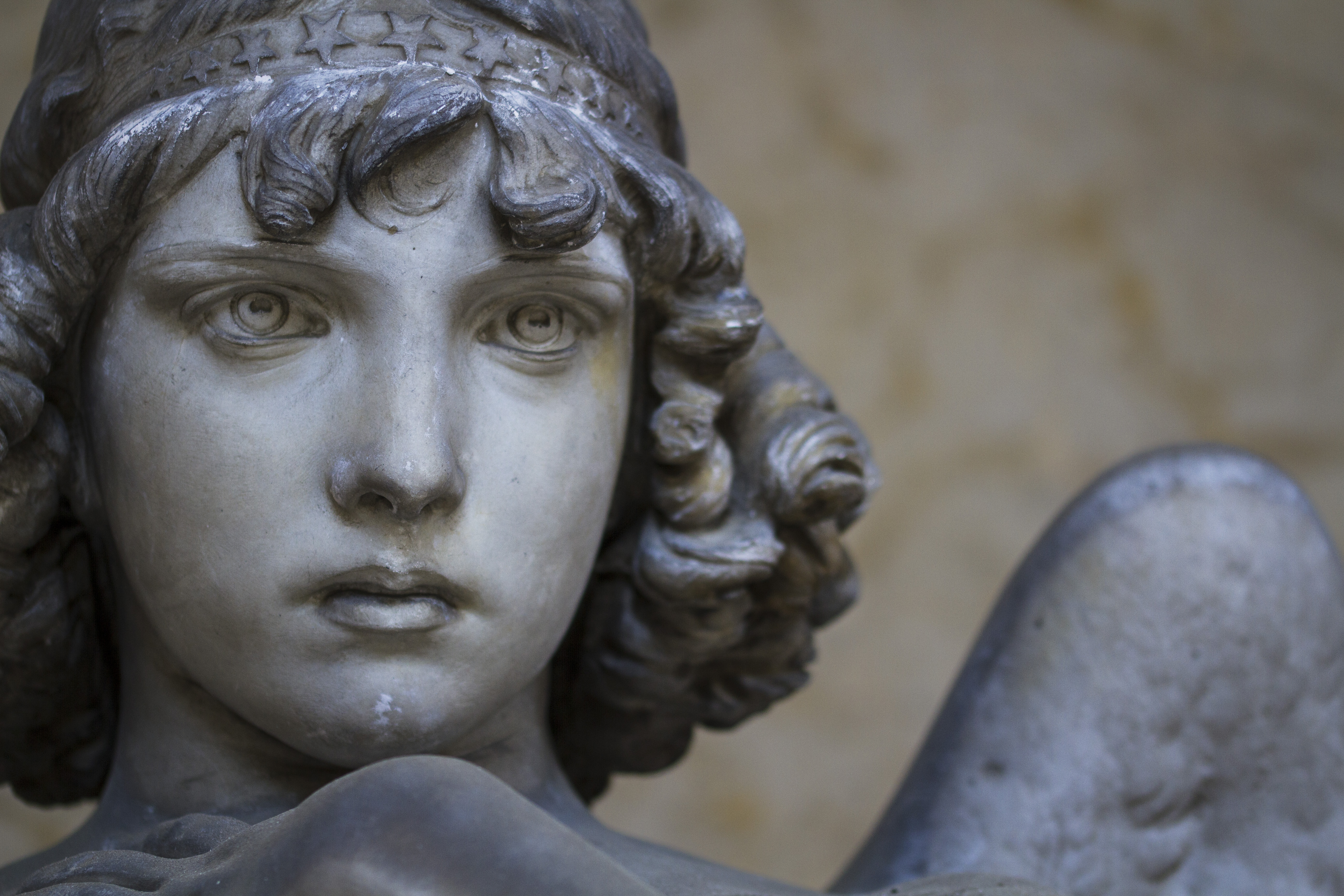
Staglieno - Ange, (détail)

## Œuvres principales
- Ange de la résurrection (ou Ange de Monteverde), statue en marbre ornant la tombe de la famille Oneto, au cimetière de Staglieno de Gênes, 1882. Une copie réalisée par le sculpteur lui-même en 1891 orne sa propre tombe dans le cimetière de Campo Verano, à Rome,
- Ange, Panthéon des Marquis de Gándara, Cimetière de San Isidro, Madrid, 1883
- Ange de la nuit, statue en marbre, ornant la tombe de Primo Zonca, dans la cimetière de Campo Verano, à Rome, 1885
- Tomba Celle au cimetière de Staglieno de Gênes, 1893, où l'artiste a créé un groupe en bronze représentant une femme sensuelle enlacée par un voile à une figure représentant la mort, essaye vainement de se libérer
- Monument au Duc Galeazzo Massari, Cella Massari Zavaglia, Cimetière Monumental de la Chartreuse de Ferrare, après 1902